# Donald Cerrone
Donald Anthony Cerrone (Colorado Springs, 29 de marzo de 1983) es un artista marcial mixto estadounidense retirado que compitió en las categorías de peso ligero y peso wélter de la Ultimate Fighting Championship.

## Carrera en artes marciales mixtas
Donald comenzó su carrera en Commerce City, Colorado, en un gimnasio llamado Freedom Fighters, ganando sus primeras 25 peleas de Muay Thai. Cerrone comenzó a entrenar con Jon Jones, Rashad Evans, Nate Marquardt, Keith Jardine, Georges St-Pierre, Leonard García (quien se convertiría en su gran amigo) y otros peleadores de MMA.
Cerrone es patrocinado actualmente por MusclePharm, y dirigido por Harvick Sports Marketing.

### Ultimate Fighting Championship
Cerrone debutó contra Paul Kelly en UFC 126 el 5 de febrero de 2011. Cerrone ganó la pelea por sumisión en la segunda ronda. Tras el evento, ambos peleadores ganaron el premio a la Pelea de la Noche.
El 11 de junio de 2011, Cerrone se enfrentó a Vagner Rocha en UFC 131. Cerrone ganó la pelea por decisión unánime.
El 14 de agosto de 2011, Cerrone se enfrentó a Charles Oliveira en UFC on Versus 5. Cerrone ganó la pelea por nocaut en la primera ronda. Tras el evento, Cerrone ganó el premio al KO de la Noche.
Cerrone se enfrentó a Dennis Siver el 29 de octubre de 2011 en UFC 137. Cerrone ganó la pelea por sumisión en la primera ronda. Tras el evento, Cerrone ganó el premio a la Sumisión de la Noche.
Cerrone se enfrentó a Nate Diaz el 30 de diciembre de 2011 en UFC 141. Cerrone perdió la pelea por decisión unánime. Tras el evento, ambos peleadores ganaron el premio a la Pelea de la Noche.
El 15 de mayo de 2012, Cerrone se enfrentó a Jeremy Stephens en UFC on Fuel TV 3. Cerrone ganó la pelea por decisión unánime.
En UFC 150, Cerrone se enfrentó a Melvin Guillard. Cerrone ganó la pelea por nocaut en la primera ronda. Tras el evento, Cerrone se adjudicó el premio al KO de la Noche y ambos peleadores obtuvieron el premio a la Pelea de la Noche.
Cerrone se enfrentó a Anthony Pettis el 26 de enero de 2013 en UFC on Fox 6. Cerrone perdió la pelea por nocaut.
Cerrone se enfrentó a K.J. Noons el 25 de mayo de 2013 en UFC 160. Cerrone ganó la pelea por decisión unánime.
El 23 de agosto de 2013, Cerrone se enfrentó a Rafael dos Anjos en UFC Fight Night 27. Cerrone perdió la pelea por decisión unánime.
Cerrone se enfrentó a Evan Dunham el 16 de noviembre de 2013 en UFC 167. Cerrone ganó la pelea por sumisión en la segunda ronda, ganando así el premio a la Sumisión de la Noche.
El 25 de enero de 2014, Cerrone se enfrentó a Adriano Martins en UFC on Fox 10. Cerrone ganó la pelea por nocaut en la primera ronda, ganando así el premio al KO de la Noche.
Cerrone se enfrentó a Edson Barboza el 19 de abril de 2014 en UFC on Fox 11. Cerrone ganó la pelea por sumisión en la primera ronda, ganando así el premio a la Actuación de la Noche.
Cerrone se enfrentó a Jim Miller el 16 de julio de 2014 en UFC Fight Night 45. Cerrone ganó la pelea por nocaut en la segunda ronda, siendo esta la primera vez en que alguien noqueaba a Miller. Tras el evento, Cerrone ganó el premio a la Actuación de la Noche.
El 27 de septiembre de 2014, Cerrone se enfrentó a Eddie Alvarez en UFC 178. Cerrone ganó la pelea por decisión unánime.
El 3 de enero de 2015, Cerrone se enfrentó a Myles Jury en UFC 182. Cerrone ganó la pelea por decisión unánime.
Cerrone se enfrentó a Benson Henderson el 18 de enero de 2015 en UFC Fight Night 59. Cerrone ganó la pelea por decisión unánime. 12 de 14 medios de comunicación anotaron la pelea a favor de Henderson.
El 23 de mayo de 2015, Cerrone se enfrentó a John Makdessi en UFC 187. Cerrone ganó la pelea por nocaut técnico.
El 19 de diciembre de 2015, Cerrone se enfrentó a Rafael dos Anjos por el campeonato de peso ligero en UFC on Fox 17. Cerrone perdió la pelea por nocaut técnico en poco más de 1 minuto.
Cerrone se enfrentó a Alex Oliveira el 21 de febrero de 2016 en UFC Fight Night 83. Cerrone ganó la pelea por sumisión en la primera ronda, ganando así el premio a la Actuación de la Noche.
El 18 de junio de 2016, Cerrone enfrentó a Patrick Cote en UFC Fight Night 89. Cerrone ganó la pelea TKO en la tercera ronda ganando otro premio a la Actuación de la Noche.
Cerrone enfrentó a Rick Story el 20 de agosto de 2016, en UFC 202. Cerrone ganó la pelea por TKO en la segunda ronda ganando otro premio a la Actuación de la Noche.
El 26 de agosto de 2016, se anunció que Cerrone había firmado un nuevo contrato de ocho peleas con UFC.
Se esperaba que Cerrone enfrente a Robbie Lawler el 12 de noviembre de 2016 en UFC 205. Sin embargo, Lawler rechazó el combate y Cerrone fue reprogramado para enfrentar a Kelvin Gastelum en el evento, no obstante, el día de los pesajes Gastelum no consiguió dar el peso y el combate fue cancelado. Cerrone fue reprogramado para enfrentar a Matt Brown el 10 de diciembre en UFC 206. Cerrone ganó el combate por TKO en la tercera ronda.
Cerrone enfrentó a Jorge Masvidal el 28 de enero de 2017 en UFC on Fox 23, después de tan solo poco más de un mes de su último combate. Cerrone perdió el combate por TKO en la segunda ronda.
Cerrone se enfrentó a Robbie Lawler el 29 de julio de 2017 en UFC 214. Cerrone perdió la pelea por decisión unánime.
El 21 de octubre de 2017, Cerrone se enfrentó a Darren Till en UFC Fight Night 118. Perdió la pelea por TKO en el primer asalto.
Cerrone se enfrentó a Yancy Medeiros el 18 de febrero de 2018 en UFC Fight Night 126. Ganó la pelea por nocaut técnico en la primera ronda.
El 23 de junio de 2018 Cerrone se enfrentó a Leon Edwards en UFC Fight Night 132. Perdió la pelea por decisión unánime.
Donald Cerrone se enfrentó a Mike Perry el 10 de noviembre de 2018 en UFC Fight Night 139, ganó la pelea por sumisión técnica en el primer round.
Cerrone regresó al peso ligero y se enfrentó a Alexander Hernández. Ganó la pelea por nocaut técnico en el segundo asalto. Esta pelea lo proclamó el peleador con más victorias (22), con más finalizaciones (16) y con más premios post-pelea (17) en la historia de UFC.
Cerrone se enfrentó a Al Iaquinta el 4 de mayo de 2019 en UFC Fight Night: Iaquinta vs. Cowboy. Ganó la pelea por decisión unánime.
El 8 de junio en UFC 238, perdió su pelea frente a Tony Ferguson.
El 14 de septiembre de 2019 en UFC Fight Night: Cowboy vs. Gaethje, perdió su pelea frente a Justin Gaethje.
Está programado para pelear contra Anthony Pettis en UFC 249.

## Vida personal
Actualmente Cerrone vive en un rancho (él lo llama el "Fight Ranch Cowboy") y ha dedicado toda una sala para los combatientes que quieran vivir y entrenar con él. En ella, vive con su compañero de equipo, Leonard García. Antes de ser peleador profesional, Cerrone era un jinete de toros. También cita al peleador Duane Ludwig como uno de sus héroes.

## Campeonatos y logros
| - Ultimate Fighting Championship - Pelea de la Noche (seis veces) - Actuación de la Noche (siete veces) - KO de la Noche (tres veces) - Sumisión de la Noche (dos veces) - Récord de más victorias en UFC (23) - Segundo peleador con más bonos de la noche en UFC (18) - World Extreme Cagefighting - Pelea de la Noche (cinco veces) - Sports Illustrated - Pelea del Año (2009) vs. Benson Henderson el 10 de octubre - Sherdog Awards - Pelea del Año (2009) vs. Benson Henderson el 10 de octubre - Ronda del Año (2008) vs. Rob McCullough el 5 de noviembre; Ronda 1 - World MMA Awards - Peleador Revelación del Año (2011) - MMAFighting.com - Pelea del Año (2009) vs. Benson Henderson el 10 de octubre | - S-1 United States - Campeón de Estados Unidos 2006 - Dominion Warrior - Campeón Mundial de Peso Semipesado 2006 |

## Récord en artes marciales mixtas
| Resultado     | Récord    | Oponente            | Método                            | Evento                                       | Fecha                    | Ronda | Tiempo | Localización                | Notas |
| ------------- | --------- | ------------------- | --------------------------------- | -------------------------------------------- | ------------------------ | ----- | ------ | --------------------------- | --- |
| Derrota       | 36–17 (2) | Jim Miller          | Sumisión (guillotine choke)       | UFC 276                                      | 2 de julio de 2022       | 2     | 1:32   | Paradise, Nevada            | |
| Derrota       | 36–16 (2) | Alex Morono         | TKO (golpes)                      | UFC on ESPN: Rodriguez vs. Waterson          | 8 de mayo de 2021        | 1     | 4:40   | Las Vegas, Nevada           | |
| Sin resultado | 36–15 (2) | Niko Price          | Sin resultado                     | UFC Fight Night: Covington vs. Woodley       | 19 de septiembre de 2020 | 3     | 5:00   | Las Vegas, Nevada           | Price fue castigado con un punto por piquete a los ojos; originalmente, empate mayoritario. Resultado modificado luego de que Price diera positivo por Marihuana. |
| Derrota       | 36–15 (1) | Anthony Pettis      | Decisión (unánime)                | UFC 249                                      | 9 de mayo de 2020        | 3     | 5:00   | Jacksonville, Florida       | |
| Derrota       | 36–14 (1) | Conor McGregor      | TKO (patada a la cabeza y golpes) | UFC 246                                      | 18 de enero de 2020      | 1     | 0:40   | Paradise, Nevada            | Regreso a peso wélter. |
| Derrota       | 36–13 (1) | Justin Gaethje      | TKO (golpes)                      | UFC Fight Night: Cowboy vs. Gaethje          | 14 de septiembre de 2019 | 1     | 4:18   | Vancouver                   | |
| Derrota       | 36–12 (1) | Tony Ferguson       | TKO (parada médica)               | UFC 238                                      | 8 de junio de 2019       | 2     | 5:00   | Chicago, Illinois           | Pelea de la Noche. |
| Victoria      | 36–11 (1) | Al Iaquinta         | Decisión (unánime)                | UFC Fight Night: Iaquinta vs. Cowboy         | 4 de mayo de 2019        | 5     | 5:00   | Ottawa, Ontario             | Pelea de la Noche. |
| Victoria      | 35–11 (1) | Alexander Hernandez | TKO (golpes)                      | UFC Fight Night: Cejudo vs. Dillashaw        | 19 de enero de 2019      | 2     | 3:43   | Brooklyn, Nueva York        | Regreso a peso ligero; Actuación de la Noche; Pelea de la Noche.                                                                                                  |
| Victoria      | 34–11 (1) | Mike Perry          | Sumisión técnica (armbar)         | UFC Fight Night: Korean Zombie vs. Rodríguez | 10 de noviembre de 2018  | 1     | 4:45   | Denver, Colorado            | Actuación de la noche. Récord de más victorias en UFC (21). |
| Derrota       | 33–11 (1) | Leon Edwards        | Decisión (unánime)                | UFC Fight Night: Cowboy vs. Edwards          | 23 de junio de 2018      | 5     | 5:00   | Kallang, Singapur           | |
| Victoria      | 33–10 (1) | Yancy Medeiros      | TKO (golpes)                      | UFC Fight Night: Cowboy vs. Medeiros         | 18 de febrero de 2018    | 1     | 4:58   | Austin, Texas               | Empata récord más victorias en UFC (20). |
| Derrota       | 32–10 (1) | Darren Till         | TKO (golpes)                      | UFC Fight Night: Cerrone vs. Till            | 21 de octubre de 2017    | 1     | 4:20   | Gdańsk, Polonia             | |
| Derrota       | 32–9 (1)  | Robbie Lawler       | Decisión (unánime)                | UFC 214                                      | 29 de julio de 2017      | 3     | 5: 00  | Anaheim, California         | |
| Derrota       | 32–8 (1)  | Jorge Masvidal      | TKO (golpes)                      | UFC on Fox: Shevchenko vs. Peña              | 28 de enero de 2017      | 2     | 0:52   | Denver, Colorado            | |
| Victoria      | 32–7 (1)  | Matt Brown          | KO (head kick)                    | UFC 206                                      | 10 de diciembre de 2016  | 3     | 0:34   | Toronto, Ontario            | |
| Victoria      | 31–7 (1)  | Rick Story          | TKO (golpes)                      | UFC 202                                      | 20 de agosto de 2016     | 2     | 2:02   | Las Vegas, Nevada           | Actuación de la Noche. |
| Victoria      | 30–7 (1)  | Patrick Côté        | TKO (golpes)                      | UFC Fight Night: MacDonald vs. Thompson      | 18 de junio de 2016      | 3     | 2:35   | Ottawa, Ontario, Canadá     | Actuación de la Noche. |
| Victoria      | 29–7 (1)  | Alex Oliveira       | Sumisión (triangle choke)         | UFC Fight Night: Cerrone vs. Oliveira        | 21 de febrero de 2016    | 1     | 2:33   | Pittsburgh, Pennsylvania    | Debut en peso wélter; Actuación de la Noche. |
| Derrota       | 28–7 (1)  | Rafael dos Anjos    | TKO (golpes)                      | UFC on Fox: dos Anjos vs. Cerrone 2          | 19 de diciembre de 2015  | 1     | 1:06   | Orlando, Florida            | Por el Campeonato de Peso Ligero de UFC. |
| Victoria      | 28–6 (1)  | John Makdessi       | TKO (retiro)                      | UFC 187                                      | 23 de mayo de 2015       | 2     | 4:44   | Las Vegas, Nevada           | |
| Victoria      | 27–6 (1)  | Benson Henderson    | Decisión (unánime)                | UFC Fight Night: McGregor vs. Siver          | 18 de enero de 2015      | 3     | 5:00   | Boston, Massachusetts       | |
| Victoria      | 26–6 (1)  | Myles Jury          | Decisión (unánime)                | UFC 182                                      | 3 de enero de 2015       | 3     | 5:00   | Las Vegas, Nevada           | |
| Victoria      | 25–6 (1)  | Eddie Alvarez       | Decisión (unánime)                | UFC 178                                      | 27 de septiembre de 2014 | 3     | 5:00   | Las Vegas, Nevada           | |
| Victoria      | 24–6 (1)  | Jim Miller          | KO (patada a la cabeza y golpes)  | UFC Fight Night: Cerrone vs. Miller          | 16 de julio de 2014      | 2     | 3:31   | Atlantic City, Nueva Jersey | Actuación de la Noche. |
| Victoria      | 23–6 (1)  | Edson Barboza       | Sumisión (rear-naked choke)       | UFC on Fox: Werdum vs. Browne                | 19 de abril de 2014      | 1     | 3:15   | Orlando, Florida            | Actuación de la Noche. |
| Victoria      | 22–6 (1)  | Adriano Martins     | KO (patada a la cabeza)           | UFC on Fox: Henderson vs. Thomson            | 25 de enero de 2014      | 1     | 4:40   | Chicago, Illinois           | KO de la Noche. |
| Victoria      | 21–6 (1)  | Evan Dunham         | Sumisión (triangle choke)         | UFC 167                                      | 16 de noviembre de 2013  | 2     | 3:49   | Las Vegas, Nevada           | Sumisión de la Noche. |
| Derrota       | 20–6 (1)  | Rafael dos Anjos    | Decisión (unánime)                | UFC Fight Night: Condit vs. Kampmann 2       | 28 de agosto de 2013     | 3     | 5:00   | Indianapolis, Indiana       | |
| Victoria      | 20–5 (1)  | K.J. Noons          | Decisión (unánime)                | UFC 160                                      | 25 de mayo de 2013       | 3     | 5:00   | Las Vegas, Nevada           | |
| Derrota       | 19–5 (1)  | Anthony Pettis      | TKO (patada al cuerpo)            | UFC on Fox: Johnson vs. Dodson               | 26 de enero de 2013      | 1     | 2:35   | Chicago, Illinois           | |
| Victoria      | 19–4 (1)  | Melvin Guillard     | KO (patada a la cabeza y golpe)   | UFC 150                                      | 11 de agosto de 2012     | 1     | 1:16   | Denver, Colorado            | KO de la Noche; Pelea de la Noche. |
| Victoria      | 18–4 (1)  | Jeremy Stephens     | Decisión (unánime)                | UFC on Fuel TV: Korean Zombie vs. Poirier    | 15 de mayo de 2012       | 3     | 5:00   | Fairfax, Virginia           | |
| Derrota       | 17–4 (1)  | Nate Diaz           | Decisión (unánime)                | UFC 141                                      | 30 de diciembre de 2011  | 3     | 5:00   | Las Vegas, Nevada           | Pelea de la Noche. |
| Victoria      | 17–3 (1)  | Dennis Siver        | Sumisión (rear-naked choke)       | UFC 137                                      | 29 de octubre de 2011    | 1     | 2:22   | Las Vegas, Nevada           | Sumisión de la Noche. |
| Victoria      | 16–3 (1)  | Charles Oliveira    | TKO (golpes)                      | UFC Live: Hardy vs. Lytle                    | 14 de agosto de 2011     | 1     | 3:01   | Milwaukee, Wisconsin        | KO de la Noche. |
| Victoria      | 15–3 (1)  | Vagner Rocha        | Decisión (unánime)                | UFC 131                                      | 11 de junio de 2011      | 3     | 5:00   | Vancouver                   | |
| Victoria      | 14–3 (1)  | Paul Kelly          | Sumisión (rear-naked choke)       | UFC 126                                      | 5 de febrero de 2011     | 2     | 3:48   | Las Vegas, Nevada           | Pelea de la Noche. |
| Victoria      | 13–3 (1)  | Chris Horodecki     | Sumisión (triangle choke)         | WEC 53                                       | 16 de diciembre de 2010  | 2     | 2:43   | Glendale, Arizona           | |
| Victoria      | 12–3 (1)  | Jamie Varner        | Decisión (unánime)                | WEC 51                                       | 30 de septiembre de 2010 | 3     | 5:00   | Broomfield, Colorado        | Pelea de la Noche. |
| Derrota       | 11–3 (1)  | Benson Henderson    | Sumisión (guillotine choke)       | WEC 48                                       | 24 de abril de 2010      | 1     | 1:57   | Sacramento, California      | Por el Campeonato de Peso Ligero de WEC. |
| Victoria      | 11–2 (1)  | Ed Ratcliff         | Sumisión (rear-naked choke)       | WEC 45                                       | 19 de diciembre de 2009  | 3     | 3:47   | Las Vegas, Nevada           | Pelea de la Noche. |
| Derrota       | 10–2 (1)  | Benson Henderson    | Decisión (unánime)                | WEC 43                                       | 10 de octubre de 2009    | 5     | 5:00   | San Antonio, Texas          | Por el Campeonato interino de Peso Ligero de WEC; Pelea de la Noche; Pelea del Año Sherdog (2009).                                                                |
| Victoria      | 10–1 (1)  | James Krause        | Sumisión (rear-naked choke)       | WEC 41                                       | 7 de junio de 2009       | 1     | 4:38   | Sacramento, California      | |
| Derrota       | 9–1 (1)   | Jamie Varner        | Decisión técnica (dividida)       | WEC 38                                       | 25 de enero de 2009      | 5     | 3:10   | San Diego, California       | Por el Campeonato de Peso Ligero de WEC; Pelea de la Noche; Cerrone golpeó con una rodilla ilegal en la 5ª ronda.                                                 |
| Victoria      | 9–0 (1)   | Rob McCullough      | Decisión (unánime)                | WEC 36                                       | 5 de noviembre de 2008   | 3     | 5:00   | Hollywood, Florida          | Eliminatoria por el título; Pelea de la Noche. |
| Victoria      | 8–0 (1)   | Danny Castillo      | Sumisión (armbar)                 | WEC 34                                       | 1 de junio de 2008       | 1     | 1:30   | Sacramento, California      | |
| Sin resultado | 7–0 (1)   | Kenneth Alexander   | Sin resultado                     | WEC 30                                       | 5 de septiembre de 2007  | 1     | 0:56   | Las Vegas, Nevada           | Originalmente ganó por sumisión (triangle choke); Resultado cambiado después de dar positivo por sustancias prohibidas.                                           |
| Victoria      | 7–0       | Yasunori Kanehara   | Sumisión (triangle choke)         | GCM: Cage Force 3                            | 9 de junio de 2007       | 2     | 2:46   | Tokio                       | |
| Victoria      | 6–0       | Anthony Njokuani    | Sumisión (triangle choke)         | ROF 29: Aftershock                           | 28 de abril de 2007      | 1     | 4:30   | Broomfield, Colorado        | |
| Victoria      | 5–0       | Ryan Roberts        | Sumisión (armbar)                 | ROF 28: Evolution                            | 16 de febrero de 2007    | 1     | 1:49   | Broomfield, Colorado        | |
| Victoria      | 4–0       | Jesse Brock         | Sumisión (triangle choke)         | ROF 26: Relentless                           | 9 de septiembre de 2006  | 1     | 1:35   | Castle Rock, Colorado       | |
| Victoria      | 3–0       | Craig Tennant       | Sumisión (armbar)                 | ROF 24: Integrity                            | 17 de junio de 2006      | 1     | 1:26   | Castle Rock, Colorado       | |
| Victoria      | 2–0       | Cruz Chacon         | Sumisión (triangle choke)         | ACF: Genesis                                 | 24 de febrero de 2006    | 2     | 2:25   | Denver, Colorado            | |
| Victoria      | 1–0       | Nate Mohr           | Sumisión (triangle choke)         | ROF 21: Full Blast                           | 11 de febrero de 2006    | 1     | 1:42   | Castle Rock, Colorado       | |